# Neetzkaer See
Der Neetzkaer See liegt nordwestlich der Gemeinde Neetzka (Landkreis Mecklenburgische Seenplatte,  Mecklenburg-Vorpommern) in der Mecklenburgischen Seenplatte.
Der See hat eine Gesamtfläche von circa 41 Hektar und eine Maximaltiefe von 7,2 m. Das Ufer ist mit einem unterbrochenen Schilfgürtel gesäumt. Ein Uferbereich ist als Badestrand mit Kies aufgeschüttet. Man stuft ihn als nährstoffreiches (polytroph) Gewässer ein. Ein Abfluss am nördlichen Ende fließt unter der Bahnstrecke 1122 hindurch zum 12 Meter tiefer gelegenen Kuckuckssee.
Die Fischarten des Gewässers sind: Aal, Barsch, Güster, Hecht, Karpfen, Plötze, Rotfeder, Schleie, Ukelei und Zander.